# Domagoj Vida
Domagoj Vida (* 29. April 1989 in Našice, SR Kroatien, SFR Jugoslawien) ist ein kroatischer Fußballspieler, der seit Juli 2022 bei AEK Athen unter Vertrag steht und für die kroatische Nationalmannschaft aktiv war.

## Karriere

### Im Verein
Domagoj Vida begann 1996 als Siebenjähriger in der Schülermannschaft seines Heimatortes bei Jedinstvo Donji Miholjac mit dem Fußballspielen.  Mit 15 Jahren wechselte er zum NK Osijek und durchlief dort alle Jugendabteilungen. Von 2006 bis 2010 spielte er für NK Osijek in der ersten kroatischen Liga. Zur Saison 2010/11 wechselte er zu Bayer 04 Leverkusen. In der Saison kam er achtmal in der Europa League zum Einsatz, in der Bundesliga spielte er einmal am 5. März 2011 in der Partie gegen den VfL Wolfsburg. Im Sommer 2011 wechselte Vida nach Kroatien zu Dinamo Zagreb. Zur Rückrunde 2012/13 schloss er sich dem ukrainischen Verein Dynamo Kiew an. Er unterschrieb einen bis Ende Juni 2018 laufenden Vertrag.
Am 3. Januar 2018 ging Vida in die türkische Süper Lig zu Beşiktaş Istanbul. Er erhielt einen bis zum 30. Juni 2022 laufenden Vertrag.
Der bis zum 30. Juni 2022 laufende Vertrag wurde nicht verlängert und Domagoj Vida unterzeichnete am 31. Juli 2022 einen Vertrag beim griechischen Erstligisten AEK Athen.

### Nationalmannschaft
Im Jahre 2010 rückte Vida von der U21 in den Kader der kroatischen A-Nationalmannschaft auf. Er wurde für die EM 2012 nominiert und kam zu einem Einsatz. Auch für die WM 2014 wurde er nominiert, blieb aber ohne Einsatz.
Bei der Europameisterschaft 2016 in Frankreich wurde er in das kroatische Aufgebot aufgenommen. Im Auftaktspiel gegen die Türkei spielte er dann erstmals bei einem großen Länderturnier und stand da ebenso in der Stammelf wie in der zweiten Partie gegen Tschechien. Im letzten Gruppenspiel gegen Spanien wurden neben ihm noch vier andere Stammspieler geschont, im Achtelfinale stand er dann wieder in der Startaufstellung. Dort gewann Portugal in der Verlängerung und Kroatien schied aus.
Bei der Weltmeisterschaft 2018 in Russland wurde er mit der Nationalmannschaft Vizeweltmeister.
Am 11. November 2020 wurde Vida zu Beginn der zweiten Hälfte eines Freundschaftsspiels gegen die Türkei ausgewechselt, nachdem der kroatische Fußballverband zur Halbzeit erfahren hatte, dass Vida positiv auf COVID-19 getestet worden war. Zu diesem Zeitpunkt hatte Vida bereits eine Halbzeit absolviert und hatte die Halbzeitpause auch mit seinen Teamkameraden in der Kabine verbracht.
Bei der Europameisterschaft 2021 war er Bestandteil des kroatischen Kaders, welcher bei dem Turnier im Achtelfinale gegen Spanien ausschied. Nach der Europameisterschaft 2024 hat Vida seinen Rücktritt aus der Nationalmannschaft Kroatiens erklärt.

## Erfolge
Verein
- Ukrainischer Meister: 2015, 2016
- Ukrainischer Pokal: 2014, 2015
- Ukrainischer Fußball-Supercup: 2016/2017
- Kroatischer Meister: 2012, 2013
- Kroatischer Fußballpokal: 2011/12
- Deutscher Vizemeister: 2011
- Türkischer Meister: 2020/21
- Türkischer Pokal: 2020/21
- Griechischer Meister: 2023
- Griechischer Fußballpokal: 2023

Nationalmannschaft
- Vizeweltmeister: 2018